# Bernt Ivar Eidsvig
Bernt Ivar Eidsvig Can.Reg. (1991–2005: Markus Bernt Eidsvig; sinh ngày 12 tháng 9 năm 1953) là một giám chức người Na Uy của Giáo hội Công giáo. Ông là Giám mục Chính tòa của Giáo phận Oslo kể từ năm 2005 và từng đảm nhiệm chức vụ Giám quản Tông tòa của Giám hạt tòng thổ Trondheim từ năm 2009 đến năm 2020.